# Coprotus subcylindrosporus
Coprotus subcylindrosporus är en svampart som tillhör divisionen sporsäcksvampar, och som beskrevs av Jiří Moravec. Coprotus subcylindrosporus ingår i släktet Coprotus, och familjen Thelebolaceae. Arten är reproducerande i Sverige.